# Fettkraut-Steinbrech
Der Fettkraut-Steinbrech (Saxifraga sedoides) ist eine Pflanzenart aus der Gattung Steinbrech (Saxifraga) in der Familie der Steinbrechgewächse (Saxifragaceae).

## Merkmale

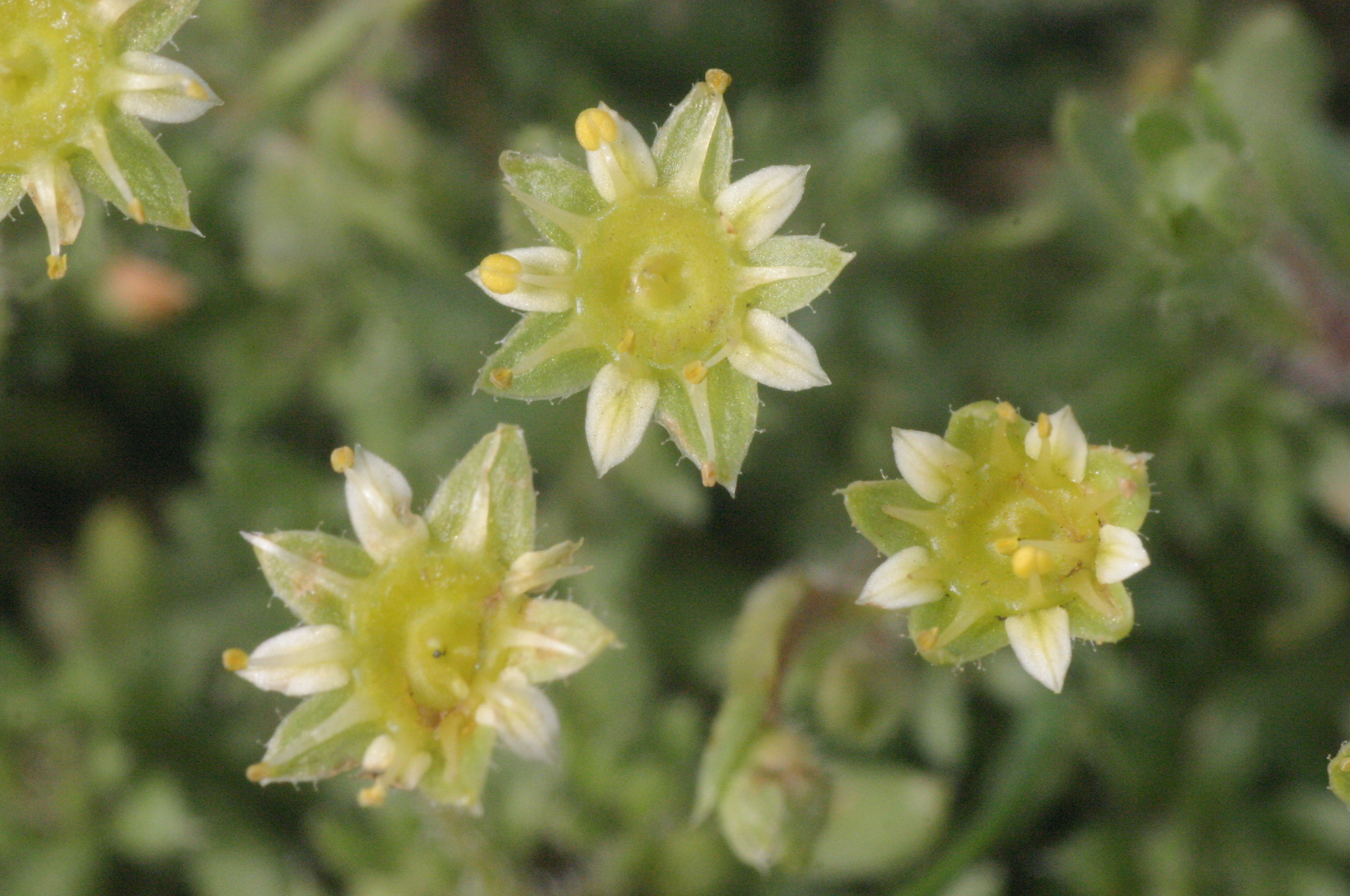
Blüten

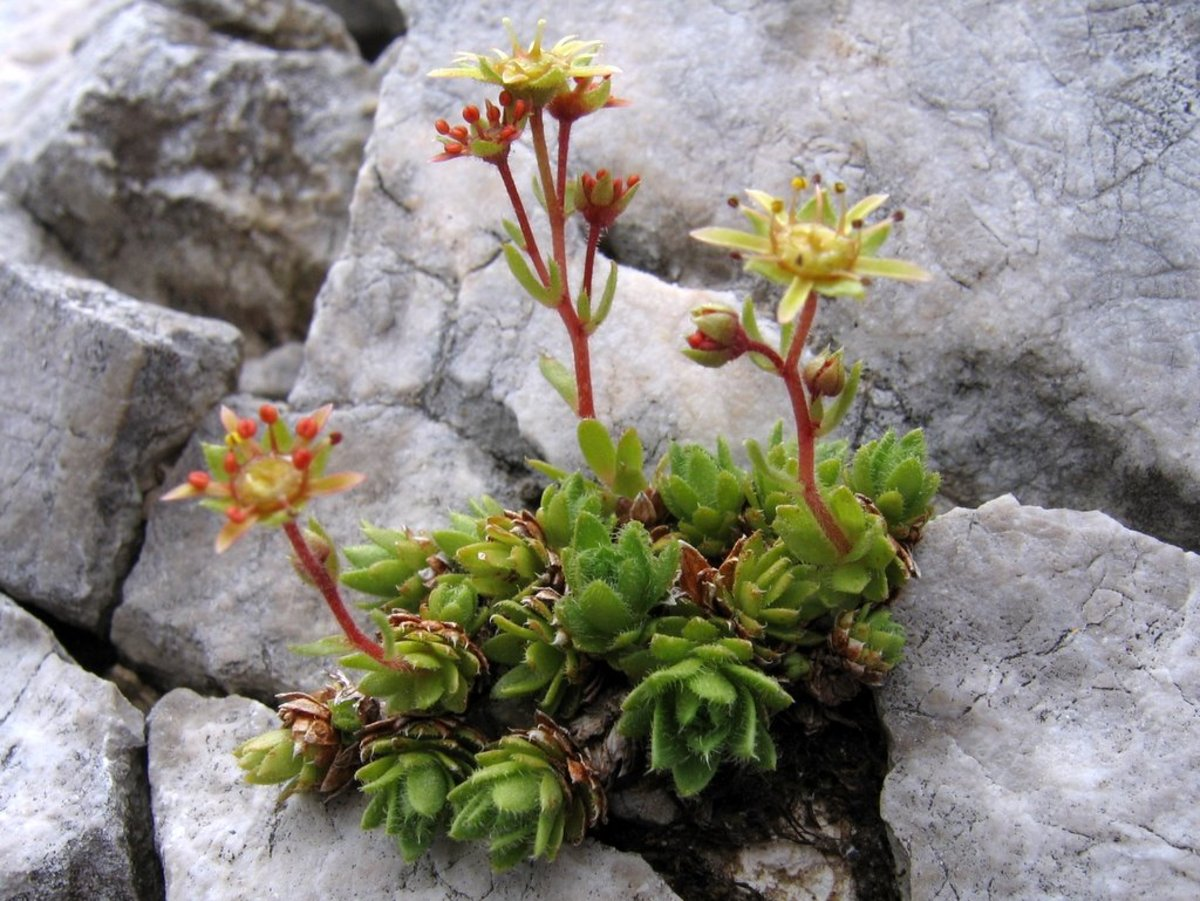
Hohenwart-Steinbrech (Saxifraga sedoides subsp. hohenwartii)

Der Fettkraut-Steinbrech ist eine ausdauernde Pflanze, die Wuchshöhen von 2 bis 5 Zentimeter erreicht. Sie bildet lockere Rasen. Die Rosettenblätter sind 5 bis 15 Millimeter lang, lanzettlich bis spatelförmig, ganzrandig und zerstreut drüsenhaarig bis kahl. Sie haben eine helle, stachelige Spitze. Der Stängel ist aufrecht, hat lange abstehende Drüsenhaare, 0 bis 2 wechselständige Blätter und 1 bis 2 Blüten. Die Blüten sind lang gestielt und meist einzeln. Die Kelchzipfel sind eiförmig oder dreieckig und 1,5 bis 2 Millimeter lang. Die Kronblätter sind 2 bis 3 Millimeter lang, lanzettlich und blassgrün bis zitronengelb. Sie sind kürzer bis geringfügige länger, dafür viel schmaler als die Kelchblätter. Die Kelchblätter sind zur Blütezeit mehr oder weniger waagerecht ausgebreitet. Die Staubblätter sind etwa so lang wie die Kronblätter. Der Fruchtknoten ist unterständig. Die Fruchtkapsel ist 2 bis 3 Millimeter lang. Die Samen sind ellipsoidisch und braun oder schwarz. Blütezeit ist von Juni bis September.
Die Art hat die Chromosomenzahl 2n = 52.

## Vorkommen
Der Fettkraut-Steinbrech kommt in den Kalkalpen (Italien, Österreich, Slowenien) östlich des Comer Sees und der Salzach vor sowie im Apennin. Angaben aus den Pyrenäen und aus dem Gebiet des ehemaligen Jugoslawien sind wohl unrichtig. Er wächst subalpin bis alpin auf feuchtem Kalkschutt und in schattigen Felsspalten in Höhenlagen von 1600 bis 2800 Meter. Er ist pflanzensoziologisch eine Charakterart des Verbands Thlaspion rotundifolii.
Die Art ist in Deutschland durch die BArtSchV besonders geschützt.

## Taxonomie und Systematik
Der Fettkraut-Steinbrech wurde 1753 von Carl von Linné in Species Plantarum Tomus I, S. 404 als Saxifraga sedoides erstveröffentlicht.
Man kann folgende Unterarten unterscheiden:
- Saxifraga sedoides subsp. sedoides: Die Stängel sind blattlos. Die Staubbeutel sind gelb. Sie kommt in Italien, Österreich, in der Schweiz, in Slowenien und in Albanien vor.[6]
- Hohenwart-Steinbrech (Saxifraga sedoides subsp. hohenwartii (Vest) O.Schwarz, Syn.: Saxifraga hohenwartii Vest): Sie hat 3 bis 5 Stängelblätter und die Staubbeutel sind orange. Sie kommt in Italien, im südlichen Kärnten, in Slowenien und in Albanien vor.[6][5]

## Belege
1. 1 2 3 4 5 6  Gustav Hegi, Herbert Huber: Familie Saxifragaceae. In Gustav Hegi: Illustrierte Flora von Mitteleuropa. 2. Auflage, Band IV, Teil 2, Seite 208–210. Verlag Carl Hanser, München 1961.
2. ↑  
Saxifraga sedoides bei Tropicos.org. In: IPCN Chromosome Reports. Missouri Botanical Garden, St. Louis
3. ↑  Jaakko Jalas, Juha Suominen, Raino Lampinen, Arto Kurtto: Atlas florae europaeae. Band 12 (Resedaceae to Platanaceae). Seite 210, Helsinki 1999. ISBN 951-9108-12-2.
4. ↑  Erich Oberdorfer: Pflanzensoziologische Exkursionsflora für Deutschland und angrenzende Gebiete. 8. Auflage, Seite 490. Stuttgart, Verlag Eugen Ulmer, 2001. ISBN 3-8001-3131-5.
5. 1 2  Michael Koltzenburg: Saxifraga. In: Schmeil-Fitschen: Die Flora Deutschlands und angrenzender Länder. 98. Auflage. Verlag Quelle & Meyer, Wiebelsheim 2024. ISBN 978-3-494-01943-7. S. 357.
6. 1 2 3  
Karol Marhold (2011+): Saxifragaceae: Datenblatt Saxifraga In: Euro+Med Plantbase - the information resource for Euro-Mediterranean plant diversity.